# Los Libros de la Catarata
Los Libros de la Catarata es una editorial independiente con plaza en Madrid, dedicada a la publicación de obras cuyo objetivo principal es la difusión de formas de pensamiento crítico. Fundada en 1990 por un grupo de intelectuales, la editorial ha publicado cerca de mil quinientos títulos de carácter divulgativo que abordan temas de la realidad política, histórica, económica, cultural y social.

## Colecciones
El catálogo de la editorial está compuesto por más de veinte colecciones, entre las que destacan:
- Mayor, colección de ensayos y monografías que desde una perspectiva crítica ofrecen claves e interpretaciones sobre la sociedad moderna.[2]
- ¿Qué sabemos de?, en colaboración con el CSIC, es una colección de divulgación científica sobre temas tales como la biotecnología, el medioambiente, la astrofísica y las matemáticas o las nuevas tecnologías.[3]
- Clásicos del pensamiento crítico, compuesta por breves antologías de los escritos más representativos del pensamiento de destacados autores del pensamiento crítico.[4]
- Investigación y debate, colección que pone al alcance del público general la actividad cultural y científica que se desarrolla en el ámbito académico sobre temas que constituyen el foco de los debates sociales.[5]
- Planeta Tierra, Publicado en coedición con el Instituto Geológico y Minero de España (IGME), este proyecto ofrece a los lectores curiosos pero no especializados una serie de libros breves cuyo principal objetivo es divulgar de forma rigurosa y amena las Ciencias de la Tierra, en áreas como la geología, la hidrogeología, los cambios climáticos,  el impacto ambiental, los recursos naturales o el patrimonio geológico.[6]

## Premio Catarata de Ensayo
Desde del año 2014 la editorial concede el Premio Catarata de Ensayo con el objetivo de estimular la generación de ideas y análisis que ayuden a comprender nuestro mundo desde posiciones críticas.